# Ширинов, Темур Ширинович
Ширинов Темур Ширинович (узб. Shirinov Temir Shirinovich; род. 10 июня 1950, Фаришский район) — доктор исторических наук, профессор, историк, археолог.

## Биография
Родился в 1950 году в селе Учма Фаришского района Джизакской области.
Окончил Термезский государственный педагогический институт по специальности «преподаватель истории и географии в средней школе».
Сфера научных интересов — протогородская культура юга Средней Азии (эпоха бронзы).
Являлся директором Института археологии Академии наук Республики Узбекистан с 1993 по 2004 год.
В 2001 году избран членом Центральной избирательной комиссии.
С 2004 по февраль 2011 года — ректор Самаркандского государственного университета имени Алишера Навои.
В 2009 году получил звание Заслуженного деятеля науки Республики Узбекистан.
Занимал должность министра народного образования Республики Узбекистан с 4 июля 2011 по 8 февраля 2013 года, сменив на этом посту Авазжона Марахимова. Согласно указу главы государства, «Темир Ширинов освобожден от должности в связи с переходом на другую работу».
С 2013 по 2016 год — заведующий кафедрой Истории Узбекистана, основ духовности, социологии и культуры Ташкентского государственного педиатрического медицинского института.
С 2017 года — руководитель Научно—просветительского мемориального комплекса имени Первого Президента Республики Узбекистан Ислама Каримова при Президенте Республики Узбекистан.
Женат, имеет двух детей, внуков.